# Llista de topònims de Pi de Conflent
Llista de topònims (noms propis de lloc) de Pi de Conflent (Conflent).
Informació actualitzada per un bot. Els canvis manuals es perdran quan s'actualitzi!

## altiplà
| imatge | Nom          | Ubicat a                                                                       | instància de | Detalls | coordenades                                                       | Protecció | Commons (més fotos) | Dades a WD                    |
| ------ | ------------ | ------------------------------------------------------------------------------ | ------------ | ------- | ----------------------------------------------------------------- | --------- | ------------------- | ----------------------------- |
|        | Pla Guillem  | Castell de Vernet Prats de Molló i la Presta Pi de Conflent districte de Prada | altiplà      |         | 42° 28′ 16″ N, 2° 24′ 53″ E / 42.471111111111°N,2.4147222222222°E |           | Pla Guillem         | Modifica les dades a Wikidata |
|        | Pla Seguelar | Mentet Pi de Conflent                                                          | altiplà      |         | 42° 27′ 36″ N, 2° 19′ 46″ E / 42.46°N,2.3294444444444°E           |           |                     | Modifica les dades a Wikidata |

## cim
| imatge | Nom                  | Ubicat a                                                    | instància de | Detalls | coordenades                                                            | Protecció | Commons (més fotos) | Dades a WD                    |
| ------ | -------------------- | ----------------------------------------------------------- | ------------ | ------- | ---------------------------------------------------------------------- | --------- | ------------------- | ----------------------------- |
|        | Cim dels Cums        | Castell de Vernet Pi de Conflent Prats de Molló i la Presta | cim muntanya |         | 42° 28′ 05″ N, 2° 25′ 02″ E / 42.467942°N,2.417125°E 2186 msnm         |           |                     | Modifica les dades a Wikidata |
|        | Pic de Tres Estelles | Pi de Conflent Saorra Nyer Escaró                           | cim muntanya |         | 42° 30′ 32″ N, 2° 19′ 24″ E / 42.508771955°N,2.32321679045°E 2099 msnm |           |                     | Modifica les dades a Wikidata |
|        | Pomarola             | Mentet Pi de Conflent                                       | cim          |         | 42° 26′ 43″ N, 2° 19′ 27″ E / 42.4452°N,2.3243°E 2437 msnm             |           |                     | Modifica les dades a Wikidata |
|        | roc de la Roqueta    | Castell de Vernet Pi de Conflent                            | cim          |         | 42° 29′ 15″ N, 2° 24′ 21″ E / 42.4875°N,2.4058°E 2113 msnm             |           |                     | Modifica les dades a Wikidata |

## muntanya
| imatge | Nom                       | Ubicat a                                         | instància de    | Detalls | coordenades                                                                                                 | Protecció | Commons (més fotos)      | Dades a WD                    |
| ------ | ------------------------- | ------------------------------------------------ | --------------- | ------- | --- | --------- | ------------------------ | ----------------------------- |
|        | Cim de Moscalló           | Mentet Pi de Conflent                            | muntanya        |         | 42° 28′ 15″ N, 2° 19′ 42″ E / 42.470797°N,2.328439°E 2120.4 msnm                                            |           |                          | Modifica les dades a Wikidata |
|        | Cim de Pla Seguelar       | Mentet Pi de Conflent                            | muntanya        |         | 42° 27′ 09″ N, 2° 19′ 32″ E / 42.452442°N,2.325575°E 2335.5 msnm                                            |           |                          | Modifica les dades a Wikidata |
|        | Cim de Pomerola           | Mentet Pi de Conflent                            | muntanya        |         | 42° 26′ 42″ N, 2° 19′ 22″ E / 42.445008°N,2.322803°E 2453.7 msnm                                            |           |                          | Modifica les dades a Wikidata |
|        | Esquerdes de Rojà         | Prats de Molló i la Presta Pi de Conflent        | muntanya carena |         | 42° 25′ 59″ N, 2° 21′ 06″ E / 42.43305556°N,2.35166667°E 42° 26′ 09″ N, 2° 21′ 35″ E / 42.43574°N,2.35986°E |           | Esquerdes de Rojà        | Modifica les dades a Wikidata |
|        | Mates Roges               | Castell de Vernet Pi de Conflent Saorra          | muntanya        |         | 42° 30′ 11″ N, 2° 23′ 29″ E / 42.503092°N,2.391397°E 1738.5 msnm                                            |           |                          | Modifica les dades a Wikidata |
|        | Mort de l'Escolà          | Mentet Pi de Conflent Prats de Molló i la Presta | muntanya        |         | 42° 25′ 41″ N, 2° 20′ 00″ E / 42.428042°N,2.3333°E 2457.1 msnm                                              |           |                          | Modifica les dades a Wikidata |
|        | Pic de Donapà             | Conflent Castell de Vernet Pi de Conflent        | muntanya        |         | 42° 29′ 08″ N, 2° 24′ 19″ E / 42.485436°N,2.405364°E                                                        |           |                          | Modifica les dades a Wikidata |
|        | Pic de la Llobeta         | Pi de Conflent                                   | muntanya        |         | 42° 28′ 08″ N, 2° 19′ 57″ E / 42.468781°N,2.332636°E 2225.5 msnm                                            |           |                          | Modifica les dades a Wikidata |
|        | Pic de la Roqueta         | Castell de Vernet Pi de Conflent                 | muntanya        |         | 42° 28′ 42″ N, 2° 24′ 35″ E / 42.478275°N,2.409669°E                                                        |           |                          | Modifica les dades a Wikidata |
|        | Pic del Pla de les Eugues | Nyer Pi de Conflent                              | muntanya        |         | 42° 30′ 14″ N, 2° 19′ 24″ E / 42.50389°N,2.32324°E                                                          |           |                          | Modifica les dades a Wikidata |
|        | Pic del Solà Gros         | Nyer Pi de Conflent                              | muntanya        |         | 42° 30′ 00″ N, 2° 19′ 07″ E / 42.5001°N,2.31874722°E                                                        |           |                          | Modifica les dades a Wikidata |
|        | Puig de la Collada Verda  | Pi de Conflent Prats de Molló i la Presta        | muntanya cim    |         | 42° 27′ 17″ N, 2° 23′ 49″ E / 42.454611°N,2.396931°E 2403 msnm                                              |           | Puig de la Collada Verda | Modifica les dades a Wikidata |
|        | Puig del Senyor           | Mentet Pi de Conflent                            | muntanya        |         | 42° 29′ 17″ N, 2° 18′ 34″ E / 42.488178°N,2.30955°E                                                         |           |                          | Modifica les dades a Wikidata |

## port de muntanya
| imatge | Nom                        | Ubicat a                                  | instància de     | Detalls | coordenades                                                                         | Protecció | Commons (més fotos) | Dades a WD                    |
| ------ | -------------------------- | ----------------------------------------- | ---------------- | ------- | ----------------------------------------------------------------------------------- | --------- | ------------------- | ----------------------------- |
|        | Coll d'Enganyapastor       | Pi de Conflent                            | port de muntanya |         | 42° 29′ 32″ N, 2° 21′ 56″ E / 42.492228°N,2.365422°E 1275.3 msnm                    |           |                     | Modifica les dades a Wikidata |
|        | Coll de Bernat             | Nyer Pi de Conflent                       | port de muntanya |         | 1192 msnm                                                                           |           |                     | Modifica les dades a Wikidata |
|        | Coll de Roques Blanques    | Prats de Molló i la Presta Pi de Conflent | port de muntanya |         | 42° 26′ 15″ N, 2° 21′ 55″ E / 42.437508°N,2.3652°E 2234.3 msnm                      |           |                     | Modifica les dades a Wikidata |
|        | Coll de Sant Pau           | Pi de Conflent Saorra                     | port de muntanya |         | 42° 30′ 24″ N, 2° 21′ 37″ E / 42.506625°N,2.360356°E 992.6 msnm                     |           |                     | Modifica les dades a Wikidata |
|        | Coll de la Mandra          | Pi de Conflent Saorra                     | port de muntanya |         | 42° 30′ 29″ N, 2° 22′ 21″ E / 42.508036°N,2.372372°E 1282.5 msnm                    |           |                     | Modifica les dades a Wikidata |
|        | Coll de la Menta           | Pi de Conflent                            | port de muntanya |         | 42° 29′ 50″ N, 2° 19′ 26″ E / 42.497306°N,2.323808°E 1950.3 msnm                    |           |                     | Modifica les dades a Wikidata |
|        | Collada Verda              | Prats de Molló i la Presta Pi de Conflent | port de muntanya |         | 42° 27′ 33″ N, 2° 24′ 07″ E / 42.459119°N,2.401839°E 2305.8 msnm                    |           |                     | Modifica les dades a Wikidata |
|        | Collada de Botifarra       | Pi de Conflent                            | port de muntanya |         | 42° 29′ 47″ N, 2° 22′ 45″ E / 42.496519°N,2.379183°E 1559.1 msnm                    |           |                     | Modifica les dades a Wikidata |
|        | Collada de Donapà          | Castell de Vernet Pi de Conflent          | port de muntanya |         | 42° 29′ 26″ N, 2° 24′ 22″ E / 42.490433°N,2.406128°E 2056.5 msnm                    |           |                     | Modifica les dades a Wikidata |
|        | Collada de Mates Roges     | Castell de Vernet Pi de Conflent          | port de muntanya |         | 42° 29′ 53″ N, 2° 23′ 36″ E / 42.498178°N,2.393439°E 1835.4 msnm                    |           |                     | Modifica les dades a Wikidata |
|        | Collada de Porret          | Pi de Conflent                            | port de muntanya |         | 42° 28′ 34″ N, 2° 20′ 22″ E / 42.476081°N,2.339467°E 1913 msnm                      |           |                     | Modifica les dades a Wikidata |
|        | Collada de Roques Blanques | Pi de Conflent Prats de Molló i la Presta | port de muntanya |         | 42° 26′ 58″ N, 2° 23′ 26″ E / 42.4494°N,2.39056°E 2252 msnm                         |           |                     | Modifica les dades a Wikidata |
|        | Collada de l'Abrit         | Pi de Conflent                            | port de muntanya |         | 42° 28′ 16″ N, 2° 20′ 31″ E / 42.471041759170504°N,2.3419710640108797°E 1935.7 msnm |           |                     | Modifica les dades a Wikidata |
|        | Collada de l'Eusebi        | Pi de Conflent Castell de Vernet          | port de muntanya |         | 42° 30′ 08″ N, 2° 23′ 26″ E / 42.502314°N,2.390686°E 1737.5 msnm                    |           |                     | Modifica les dades a Wikidata |
|        | Collada de la Molina       | Pi de Conflent                            | port de muntanya |         | 42° 28′ 27″ N, 2° 23′ 02″ E / 42.474125843199175°N,2.383916360173472°E 1688.7 msnm  |           |                     | Modifica les dades a Wikidata |
|        | Collada de la Roqueta      | Castell de Vernet Pi de Conflent          | port de muntanya |         | 42° 29′ 01″ N, 2° 24′ 23″ E / 42.483689°N,2.406511°E 2082.1 msnm                    |           |                     | Modifica les dades a Wikidata |
|        | Collada del Vent           | Prats de Molló i la Presta Pi de Conflent | port de muntanya |         | 42° 27′ 49″ N, 2° 24′ 27″ E / 42.463714°N,2.407556°E 2229.6 msnm                    |           |                     | Modifica les dades a Wikidata |
|        | Collet de Palfic           | Pi de Conflent                            | port de muntanya |         | 42° 28′ 08″ N, 2° 22′ 25″ E / 42.468897°N,2.373639°E 1757.6 msnm                    |           |                     | Modifica les dades a Wikidata |
|        | Portella de Rotjà          | Prats de Molló i la Presta Pi de Conflent | port de muntanya |         | 42° 25′ 46″ N, 2° 21′ 15″ E / 42.429361°N,2.354153°E 2373.3 msnm                    |           |                     | Modifica les dades a Wikidata |
|        | coll de Mentet             | Pi de Conflent Mentet                     | port de muntanya |         | 42° 28′ 53″ N, 2° 18′ 50″ E / 42.4813°N,2.31399°E 1761 msnm                         |           | Col de Mantet       | Modifica les dades a Wikidata |

## Misc
| imatge | Nom                                       | Ubicat a                    | instància de                              | Detalls                                                                       | coordenades | Protecció | Commons (més fotos)               | Dades a WD                    |
| ------ | ----------------------------------------- | --------------------------- | ----------------------------------------- | ----------------------------------------------------------------------------- | --- | --------- | --------------------------------- | ----------------------------- |
|        | Castell de Pi                             | Pi de Conflent              | castell                                   |                                                                               | 42° 38′ 56″ N, 2° 31′ 08″ E / 42.648822°N,2.518894°E 295 msnm                                                                               |           |                                   | Modifica les dades a Wikidata |
|        | Rotjà                                     | Pi de Conflent Saorra Fullà | riu                                       | Desemboca: Tet Llarg: 23km                                                    | 42° 25′ 53″ N, 2° 20′ 07″ E / 42.43148333333333°N,2.335386111111111°E 42° 34′ 59″ N, 2° 21′ 19″ E / 42.58317777777778°N,2.355138888888889°E |           |                                   | Modifica les dades a Wikidata |
|        | Sant Pau de Pi                            | Pi de Conflent              | església Ús: església                     | Estil: arquitectura romànica Anomenat per: Pau de Tars Dedicat a: Pau de Tars | 42° 29′ 55″ N, 2° 21′ 02″ E / 42.4987°N,2.35065°E 1036.7 msnm                                                                               |           | Église Saint-Paul de Py           | Modifica les dades a Wikidata |
|        | bosc de la Secallosa                      | Pi de Conflent              | bosc                                      |                                                                               | 42° 28′ 09″ N, 2° 22′ 38″ E / 42.46903°N,2.37712°E                                                                                          |           |                                   | Modifica les dades a Wikidata |
|        | casa de la vila de Pi de Conflent         | Pi de Conflent              | instal·lació Ús: seu del govern local     |                                                                               | 42° 29′ 46″ N, 2° 21′ 03″ E / 42.4960745159123°N,2.35092477365784°E fr:12 PL SAN PAU, 66360 PY                                              |           |                                   | Modifica les dades a Wikidata |
|        | cementiri de l’església de Sant Pau de Pi | Pi de Conflent              | cementiri                                 |                                                                               | 42° 29′ 47″ N, 2° 21′ 03″ E / 42.4963°N,2.3507°E                                                                                            |           |                                   | Modifica les dades a Wikidata |
|        | refugi dels Clots                         | Pi de Conflent              | instal·lació esportiva refugi de muntanya |                                                                               | 42° 26′ 44″ N, 2° 21′ 26″ E / 42.44567°N,2.35733°E fr:REFUGE DA SILVA (ou dels clots) 66360 Py                                              |           |                                   | Modifica les dades a Wikidata |
|        | reserva natural nacional de Pi            | Pi de Conflent              | reserva natural nacional àrea protegida   | 1984-09-17 1984 Superfície: 3930 3929946ha                                    | 42° 28′ 10″ N, 2° 21′ 50″ E / 42.469444444444°N,2.3638888888889°E                                                                           |           | Réserve naturelle nationale de Py | Modifica les dades a Wikidata |
|        | tumulus de Collada Verda I                | Pi de Conflent              | túmul                                     |                                                                               | 42° 27′ 30″ N, 2° 24′ 03″ E / 42.458305555556°N,2.4008888888889°E                                                                           |           |                                   | Modifica les dades a Wikidata |